# Joannes Busaeus
Joannes Busaeus, noto anche col nome latinizzato di Johannes Busius, in olandese Jan Buys, in francese Jean Busée (Nimega, 14 aprile 1547 – Magonza, 30 giugno 1611), è stato un teologo olandese attivo nei Paesi Bassi meridionali e in Germania.
Scrisse in difesa dell'introduzione del calendario gregoriano in Germania.

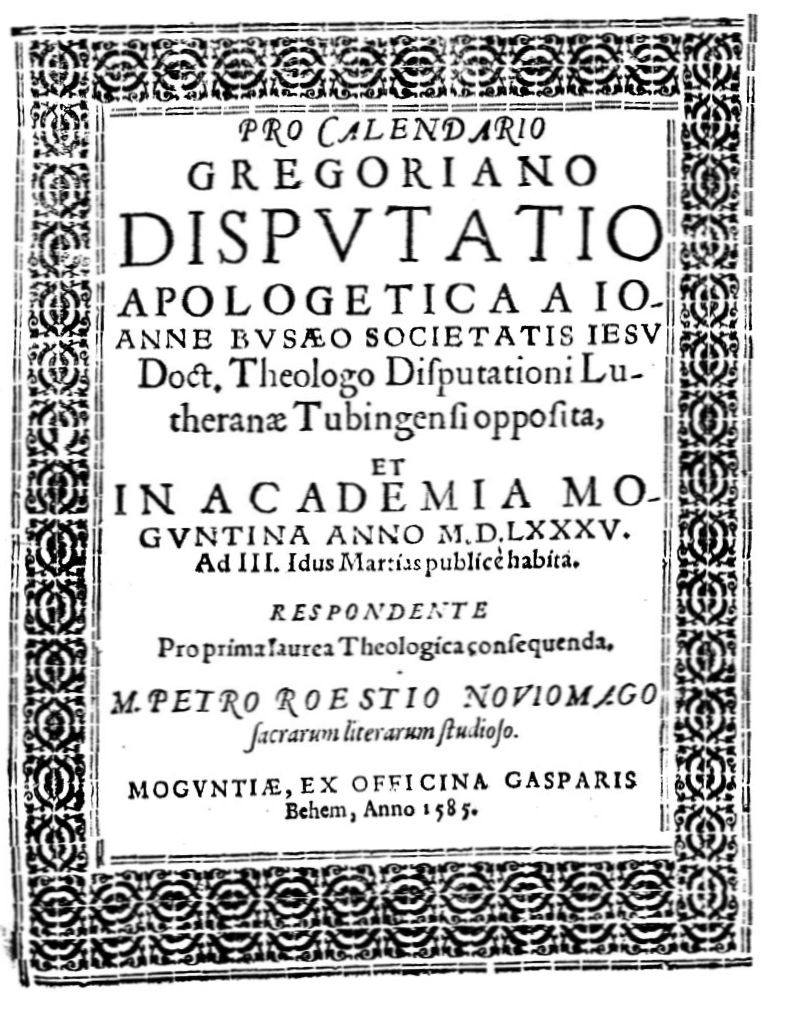
Pro calendario Gregoriano disputatio apologetica, 1585

## Biografia
Busaeus nacque a Nimega il 14 aprile 1547. Entrò nella Compagnia di Gesù nel 1563. Fu studente presso l'Università di Mainz a Magonza dall'anno 1560 e una volta conseguita la laurea restò presso lo stesso ateneo continuando a insegnare teologia fino alla sua morte. Oltre ad essere docente e prolifico scrittore di opere di natura teologica, fu anche editore di opere che riteneva fondamentali per il pensiero cattolico in Germania.
Nel 1602 produsse la prima edizione a stampa del Liber Pontificalis.
Morì a Magonza il 30 giugno 1611.

## Opere
Come autore scrisse:
- (LA) Pro calendario Gregoriano disputatio apologetica, Mainz, Caspar Behem, 1585. (anche su Google Libri)
- (LA) Rosarii hyperapistes, hoc est, Depulsio levissimarum cavillationum et nugarum, quibus calvinianae theologiae studiosus nescio quis apodixin theologicam ritu precandi rosarium B. Virg. Mariae, Würzburg, Henricus Aquensis, 1588 (su Google Libri).
- (LA) Enchiridion piarum meditazioneum, Mainz, Balthasar Lipp, 1606 (su Google Libri).
  - (LA) Manuel contenant des dévotes méditations, Douai, Jean Bogard, 1612.
  - (DE) Den schadt der meditatien, tradotto da Cornelius Thielmans, Anversa, Willem Lesteens, 1628.
- (LA) Παναριον, hoc est, Arca medica, Mainz, Johannes Albinus, 1608 (Su Google Libri).
- (LA) Viridarium christianarum virtutum, Mainz, Johannes Albinus, 1610 (su Google Libri).
- (LA) De Statibus hominum (Magonza, 1613). Pubblicato postumo. (Edizione Lione, 1614 su Google Libri).

Come editore finanziò:
- (LA) Anastasius Bibliothecarius (attrib.), Historia de vitis Romanorum Pontificum (Mainz, Johannes Albinus, 1602). La prima edizione stampata del Liber Pontificalis. (su Google Libri).
- (LA) Johannes Trithemius, Opera pia et spiritualia (Mainz, Johannes Albinus, 1604) (su Google Libri)
- (LA) Paralipomena opusculorum, Mainz, Balthasar Lipp, 1605. Una raccolta contenente varie opere di Peter of Blois e Johannes Trithemius. (su Google Libri).